# Biotop am Ackermannbogen

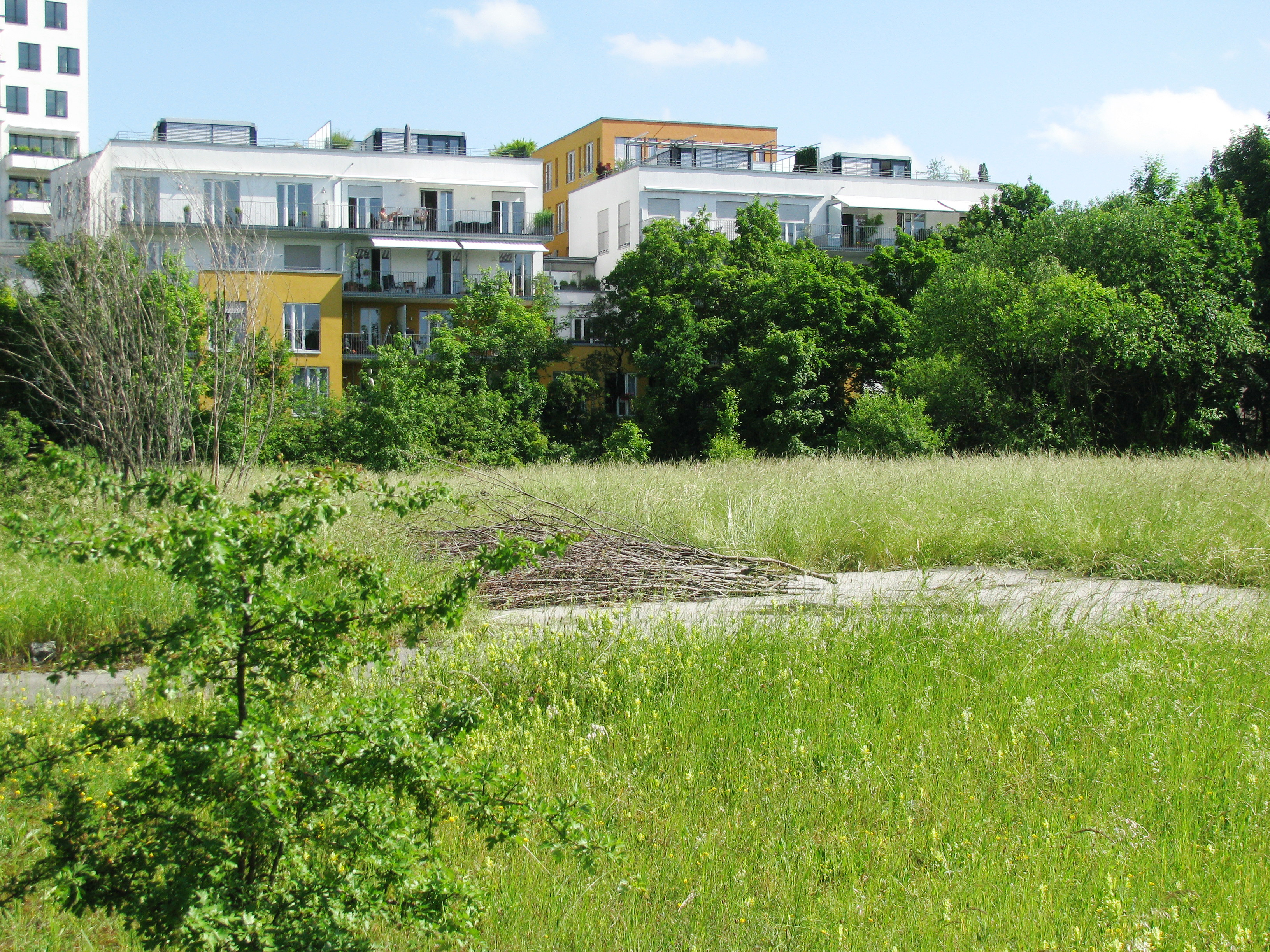
Das Biotop ist von dichter Bebauung umgeben

Das Biotop am Ackermannbogen ist eine 1,3 Hektar große Grünfläche im Münchner Stadtbezirk Schwabing-West (BiotopNr: M-0117). Es liegt im Wohngebiet am Ackermannbogen auf dem Gelände der ehemaligen Stetten-Kaserne und entstand aus den nutzungsarmen Flächen des damaligen Hubschrauberlandeplatzes.

## Flora und Fauna
Es gehört zu den letzten Beständen der Altheide des Oberwiesenfelds. Auf der Grünfläche finden sich über 100 nachgewiesene Pflanzenarten, wovon 18 als stadtbedeutsam eingestuft sind, darunter Sprossende Felsennelke, Rispen-Flockenblume, Schweizer Moosfarn und Büschel-Nelke. Überregional bedeutsam ist die 50 bis 100 Individuen starke Population des stark gefährdeten Idas-Silberfleckbläulings. Der Grünstreifen ist Zufluchtsort für Aschgrau-Ameisen, Wildkaninchen und Füchse. 
Das Areal wird vom Landesbund für Vogelschutz gepflegt.
Viele der Pflanzen sind sehr trittempfindlich, das Biotop ist deshalb umzäunt und nur im Rahmen einer Führung zugänglich.